# Nokere Koerse 2019
La Nokere Koerse 2019 (officiellement Danilith-Nokere Koerse) est la 73e édition de cette course cycliste masculine sur route. Elle a lieu le 20 mars 2019 dans la province de Flandre-Orientale en Belgique, et fait partie du calendrier UCI Europe Tour 2019 en catégorie 1.HC. 

## Présentation

### Parcours
Le départ de la course est donné à Deinze et l'arrivée est jugée à Nokere, sur le Nokereberg, après 195,6 km. 

### Équipes
Classée en catégorie 1.HC de l'UCI Europe Tour, la Nokere Koerse est par conséquent ouverte aux WorldTeams dans la limite de 70 % des équipes participantes, aux équipes continentales professionnelles, aux équipes continentales belges et à une équipe nationale belge.
Vingt-cinq équipes participent à cette Nokere Koerse : neuf WorldTeams, quinze équipes continentales professionnelles et une seule équipe continentale. 
| WorldTeams (9)- Deceuninck-Quick Step - Bora-hansgrohe - CCC Team - Lotto Soudal - Katusha-Alpecin - Sky - Team Sunweb - Trek-Segafredo - UAE Team Emirates Équipes continentales professionnelles (15)- Androni Giocattoli-Sidermec - Cofidis, Solutions Crédits - Corendon-Circus - Delko-Marseille Provence - Direct Énergie - Hagens Berman Axeon - Israel Cycling Academy - Nippo Vini Fantini Faizanè - Riwal Readynez - Roompot-Charles - Sport Vlaanderen-Baloise - Arkéa-Samsic - Vital Concept-B&B Hotels - Wallonie Bruxelles - Wanty-Groupe Gobert Équipe continentale- Tarteletto-Isorex |
| |

### Favoris
Les principaux favoris sont les sprinteurs, avec notamment l'Allemand Pascal Ackermann (Bora-Hansgrohe), le Français Nacer Bouhanni (Cofidis) le Colombien Alvaro Hodeg (Deceuninck-Quick Step), le Belge Jasper Philipsen (UAE Emirats) et le Norvégien Kristoffer Halvorsen (Sky).
La course bénéficie également de la présence du double champion du monde de cyclo-cross, le Néerlandais Mathieu van der Poel (Corendon-Circus) et du Belge Remco Evenepoel (Deceuninck-Quick Step) qui dispute à dix-neuf ans, sa première course chez les professionnels en Europe.

## Classements

### Classement final
| \| Classement général \| Classement général \| Classement général \| Classement général \| Classement général \| \| Coureur \| Coureur \| Pays \| Équipe \| Temps \| \| ------------------ \| ------------------- \| ------------------ \| -------------------------- \| ------------------ \| \| 1er \| Cees Bol \| Pays-Bas \| Team Sunweb \| 4 h 32 min 37 s \| \| 2e \| Pascal Ackermann \| Allemagne \| Bora-Hansgrohe \| + 0 s \| \| 3e \| Jasper Philipsen \| Belgique \| UAE Team Emirates \| + 0 s \| \| 4e \| Boy van Poppel \| Pays-Bas \| Roompot-Charles \| + 0 s \| \| 5e \| Hugo Hofstetter \| France \| Cofidis, Solutions Crédits \| + 0 s \| \| 6e \| Jonas Van Genechten \| Belgique \| Vital Concept-B&B Hotels \| + 0 s \| \| 7e \| Justin Jules \| France \| Wallonie Bruxelles \| + 0 s \| \| 8e \| Bram Welten \| Pays-Bas \| Arkéa-Samsic \| + 0 s \| \| 9e \| Jens Debusschere \| Belgique \| Katusha-Alpecin \| + 0 s \| \| 10e \| Lawrence Naesen \| Belgique \| Lotto-Soudal \| + 0 s \| |                     |           |                            |                 |
| |                     |           |                            |                 |
| Source : ProCyclingStats |                     |           |                            |                 |
| Classement général |                     |           |                            |                 |
| Coureur | Coureur             | Pays      | Équipe                     | Temps           |
| 1er | Cees Bol            | Pays-Bas  | Team Sunweb                | 4 h 32 min 37 s |
| 2e | Pascal Ackermann    | Allemagne | Bora-Hansgrohe             | + 0 s           |
| 3e | Jasper Philipsen    | Belgique  | UAE Team Emirates          | + 0 s           |
| 4e | Boy van Poppel      | Pays-Bas  | Roompot-Charles            | + 0 s           |
| 5e | Hugo Hofstetter     | France    | Cofidis, Solutions Crédits | + 0 s           |
| 6e | Jonas Van Genechten | Belgique  | Vital Concept-B&B Hotels   | + 0 s           |
| 7e | Justin Jules        | France    | Wallonie Bruxelles         | + 0 s           |
| 8e | Bram Welten         | Pays-Bas  | Arkéa-Samsic               | + 0 s           |
| 9e | Jens Debusschere    | Belgique  | Katusha-Alpecin            | + 0 s           |
| 10e | Lawrence Naesen     | Belgique  | Lotto-Soudal               | + 0 s           |

### UCI Europe Tour
La course attribue aux coureurs le même nombre de points pour l'UCI Europe Tour 2019 et le Classement mondial UCI.
| Position           | 1er | 2e  | 3e  | 4e  | 5e | 6e | 7e | 8e | 9e | 10e | 11e | 12e | 13e | 14e | 15e | 16e à 30e | 31e à 40e |
| Classement général | 200 | 150 | 125 | 100 | 85 | 70 | 60 | 50 | 40 | 35  | 30  | 25  | 20  | 15  | 10  | 5         | 3         |

## Liste des participants
| Deceuninck-Quick Step DQT | Deceuninck-Quick Step DQT | Deceuninck-Quick Step DQT |
| ------------------------- | ------------------------- | ------------------------- |
| Num                       | Coureur                   | Pos                       |
| 1                         | Álvaro Hodeg (COL)        | 89e                       |
| 2                         | Rémi Cavagna (FRA)        | 47e                       |
| 3                         | Remco Evenepoel (BEL)     | 57e                       |
| 4                         | Iljo Keisse (BEL)         | 52e                       |
| 5                         | Davide Martinelli (ITA)   | 136e                      |
| 6                         | Florian Sénéchal (FRA)    | 45e                       |
| 7                         | Pieter Serry (BEL)        | 64e                       |

| Bora-Hansgrohe BOH | Bora-Hansgrohe BOH        | Bora-Hansgrohe BOH |
| ------------------ | ------------------------- | ------------------ |
| Num                | Coureur                   | Pos                |
| 11                 | Pascal Ackermann (GER)    | 2e                 |
| 12                 | Erik Baška (SVK)          | 81e                |
| 13                 | Jay McCarthy (AUS)        | 26e                |
| 14                 | Lukas Pöstlberger (AUT)   | 33e                |
| 15                 | Juraj Sagan (SVK)         | 92e                |
| 16                 | Michael Schwarzmann (GER) | 114e               |
| 17                 | Rüdiger Selig (GER)       | 16e                |

| CCC Team CPT | CCC Team CPT         | CCC Team CPT |
| ------------ | -------------------- | ------------ |
| Num          | Coureur              | Pos          |
| 21           | Jakub Mareczko (ITA) | 30e          |
| 22           | Paweł Bernas (POL)   | 75e          |
| 24           | Kamil Gradek (POL)   | 79e          |
| 25           | Jonas Koch (GER)     | 83e          |
| 26           | Łukasz Owsian (POL)  | 50e          |
| 27           | Szymon Sajnok (POL)  | 11e          |

| Lotto-Soudal LTS | Lotto-Soudal LTS        | Lotto-Soudal LTS |
| ---------------- | ----------------------- | ---------------- |
| Num              | Coureur                 | Pos              |
| 31               | Adam Blythe (GBR)       | AB               |
| 32               | Stan Dewulf (BEL)       | 13e              |
| 33               | Frederik Frison (BEL)   | 42e              |
| 34               | Rémy Mertz (BEL)        | 28e              |
| 35               | Lawrence Naesen (BEL)   | 10e              |
| 36               | Brian van Goethem (NED) | 97e              |
| 37               | Enzo Wouters (BEL)      | 78e              |

| Katusha-Alpecin TKA | Katusha-Alpecin TKA    | Katusha-Alpecin TKA |
| ------------------- | ---------------------- | ------------------- |
| Num                 | Coureur                | Pos                 |
| 41                  | Jens Debusschere (BEL) | 9e                  |
| 42                  | Pavel Kochetkov (RUS)  | AB                  |
| 43                  | Jenthe Biermans (BEL)  | AB                  |
| 44                  | Nathan Haas (AUS)      | 133e                |
| 45                  | Willie Smit (RSA)      | 90e                 |
| 46                  | Harry Tanfield (GBR)   | 94e                 |

| Team Sky SKY | Team Sky SKY               | Team Sky SKY |
| ------------ | -------------------------- | ------------ |
| Num          | Coureur                    | Pos          |
| 51           | Kristoffer Halvorsen (NOR) | 67e          |
| 52           | Owain Doull (GBR)          | AB           |
| 54           | Christian Knees (GER)      | 34e          |
| 55           | Christopher Lawless (GBR)  | 65e          |
| 56           | Pavel Sivakov (RUS)        | 61e          |

| Team Sunweb SUN | Team Sunweb SUN              | Team Sunweb SUN |
| --------------- | ---------------------------- | --------------- |
| Num             | Coureur                      | Pos             |
| 61              | Max Walscheid (GER)          | 121e            |
| 62              | Cees Bol (NED)               | 1er             |
| 64              | Jai Hindley (AUS)            | AB              |
| 66              | Asbjørn Kragh Andersen (DEN) | 22e             |
| 67              | Michael Storer (AUS)         | 120e            |

| Trek-Segafredo TFS | Trek-Segafredo TFS     | Trek-Segafredo TFS |
| ------------------ | ---------------------- | ------------------ |
| Num                | Coureur                | Pos                |
| 71                 | Matteo Moschetti (ITA) | 142e               |
| 72                 | Fumiyuki Beppu (JPN)   | AB                 |
| 73                 | William Clarke (AUS)   | 117e               |
| 74                 | Alex Frame (NZL)       | AB                 |
| 75                 | Michael Gogl (AUT)     | 31e                |
| 76                 | Ryan Mullen (IRL)      | 137e               |

| UAE Team Emirates UAD | UAE Team Emirates UAD       | UAE Team Emirates UAD |
| --------------------- | --------------------------- | --------------------- |
| Num                   | Coureur                     | Pos                   |
| 81                    | Jasper Philipsen (BEL)      | 3e                    |
| 82                    | Roberto Ferrari (ITA)       | 88e                   |
| 83                    | Vegard Stake Laengen (NOR)  | 40e                   |
| 84                    | Manuele Mori (ITA)          | 41e                   |
| 85                    | Ivo Oliveira (POR)          | AB                    |
| 86                    | Rui Oliveira (POR)          | 128e                  |
| 87                    | Aleksandr Riabushenko (BLR) | 24e                   |

| Androni Giocattoli-Sidermec ANS | Androni Giocattoli-Sidermec ANS | Androni Giocattoli-Sidermec ANS |
| ------------------------------- | ------------------------------- | ------------------------------- |
| Num                             | Coureur                         | Pos                             |
| 91                              | Matteo Pelucchi (ITA)           | AB                              |
| 92                              | Marco Benfatto (ITA)            | 139e                            |
| 93                              | Mattia Cattaneo (ITA)           | 44e                             |
| 94                              | Josip Rumac (CRO)               | 29e                             |
| 95                              | Matteo Spreafico (ITA)          | 95e                             |
| 96                              | Andrea Vendrame (ITA)           | 80e                             |
| 97                              | Mattia Viel (ITA)               | AB                              |

| Cofidis, Solutions Crédits COF | Cofidis, Solutions Crédits COF | Cofidis, Solutions Crédits COF |
| ------------------------------ | ------------------------------ | ------------------------------ |
| Num                            | Coureur                        | Pos                            |
| 101                            | Nacer Bouhanni (FRA)           | 51e                            |
| 102                            | Hugo Hofstetter (FRA)          | 5e                             |
| 103                            | Loïc Chetout (FRA)             | AB                             |
| 104                            | Filippo Fortin (ITA)           | 127e                           |
| 105                            | Marco Mathis (GER)             | 116e                           |
| 106                            | Zico Waeytens (BEL)            | 59e                            |
| 107                            | Damien Touzé (FRA)             | 60e                            |

| Corendon-Circus COC | Corendon-Circus COC                | Corendon-Circus COC |
| ------------------- | ---------------------------------- | ------------------- |
| Num                 | Coureur                            | Pos                 |
| 111                 | Mathieu van der Poel (NED) (route) | AB                  |
| 112                 | Stijn Devolder (BEL)               | 126e                |
| 113                 | Lasse Norman Leth (DEN)            | AB                  |
| 114                 | Roy Jans (BEL)                     | AB                  |
| 115                 | Jimmy Janssens (BEL)               | 111e                |
| 116                 | Dries De Bondt (BEL)               | 143e                |
| 117                 | Otto Vergaerde (BEL)               | 130e                |

| Delko Marseille Provence DMP | Delko Marseille Provence DMP   | Delko Marseille Provence DMP |
| ---------------------------- | ------------------------------ | ---------------------------- |
| Num                          | Coureur                        | Pos                          |
| 121                          | Iuri Filosi (ITA)              | 58e                          |
| 122                          | Julien Trarieux (FRA)          | 20e                          |
| 123                          | Brenton Jones (AUS)            | AB                           |
| 124                          | Jérémy Leveau (FRA)            | 106e                         |
| 125                          | Przemysław Kasperkiewicz (POL) | 96e                          |
| 126                          | Joseph Areruya (RWA)           | AB                           |
| 127                          | Alexis Guérin (FRA)            | 141e                         |

| Direct Énergie TDE | Direct Énergie TDE     | Direct Énergie TDE |
| ------------------ | ---------------------- | ------------------ |
| Num                | Coureur                | Pos                |
| 131                | Thomas Boudat (FRA)    | 12e                |
| 132                | Romain Cardis (FRA)    | 119e               |
| 133                | Yohann Gène (FRA)      | 87e                |
| 134                | Pim Ligthart (NED)     | 55e                |
| 135                | Axel Journiaux (FRA)   | AB                 |
| 136                | Angélo Tulik (FRA)     | 54e                |
| 137                | Alexandre Pichot (FRA) | 86e                |

| Hagens Berman Axeon HBA | Hagens Berman Axeon HBA | Hagens Berman Axeon HBA |
| ----------------------- | ----------------------- | ----------------------- |
| Num                     | Coureur                 | Pos                     |
| 141                     | Mikkel Bjerg (DEN)      | 43e                     |
| 142                     | Jonny Brown (USA)       | 118e                    |
| 143                     | Jakob Egholm (DEN)      | AB                      |
| 144                     | Ian Garrison (USA)      | 62e                     |
| 145                     | Michael Rice (AUS)      | 129e                    |
| 146                     | André Carvalho (POR)    | 15e                     |
| 147                     | Maikel Zijlaard (NED)   | 74e                     |

| Israel Cycling Academy ICA | Israel Cycling Academy ICA | Israel Cycling Academy ICA |
| -------------------------- | -------------------------- | -------------------------- |
| Num                        | Coureur                    | Pos                        |
| 151                        | Mihkel Räim (EST)          | 21e                        |
| 152                        | Sondre Holst Enger (NOR)   | 103e                       |
| 153                        | Guillaume Boivin (CAN)     | 39e                        |
| 154                        | Clément Carisey (FRA)      | 108e                       |
| 155                        | Zakkari Dempster (AUS)     | 23e                        |
| 156                        | Guy Sagiv (ISR)            | 104e                       |
| 157                        | Kristian Sbaragli (ITA)    | 19e                        |

| Nippo-Vini Fantini-Faizanè NIP | Nippo-Vini Fantini-Faizanè NIP | Nippo-Vini Fantini-Faizanè NIP |
| ------------------------------ | ------------------------------ | ------------------------------ |
| Num                            | Coureur                        | Pos                            |
| 161                            | Juan José Lobato (ESP)         | AB                             |
| 162                            | Nicola Bagioli (ITA)           | 46e                            |
| 163                            | Joan Bou (ESP)                 | 68e                            |
| 164                            | Marco Canola (ITA)             | 124e                           |
| 165                            | Damiano Cima (ITA)             | 84e                            |
| 166                            | Imerio Cima (ITA)              | 99e                            |
| 167                            | Hiroki Nishimura (JPN)         | 135e                           |

| Riwal Readynez RIW | Riwal Readynez RIW         | Riwal Readynez RIW |
| ------------------ | -------------------------- | ------------------ |
| Num                | Coureur                    | Pos                |
| 171                | Jonas Aaen Jørgensen (DEN) | 105e               |
| 172                | Nicolai Brøchner (DEN)     | 93e                |
| 173                | Kim Magnusson (SWE)        | 138e               |
| 174                | Tobias Kongstad (DEN)      | 107e               |
| 175                | Mathias Norsgaard (DEN)    | 70e                |
| 176                | Andreas Stokbro (DEN)      | 71e                |
| 177                | Rasmus Bøgh Wallin (DEN)   | 131e               |

| Roompot-Charles ROC | Roompot-Charles ROC    | Roompot-Charles ROC |
| ------------------- | ---------------------- | ------------------- |
| Num                 | Coureur                | Pos                 |
| 181                 | Lars Boom (NED)        | 56e                 |
| 182                 | Sean De Bie (BEL)      | AB                  |
| 183                 | Mathias De Witte (BEL) | 27e                 |
| 184                 | Arjen Livyns (BEL)     | 17e                 |
| 185                 | Oscar Riesebeek (NED)  | 91e                 |
| 186                 | Stijn Steels (BEL)     | 109e                |
| 187                 | Boy van Poppel (NED)   | 4e                  |

| Sport Vlaanderen-Baloise SVB | Sport Vlaanderen-Baloise SVB | Sport Vlaanderen-Baloise SVB |
| ---------------------------- | ---------------------------- | ---------------------------- |
| Num                          | Coureur                      | Pos                          |
| 191                          | Kenneth Van Rooy (BEL)       | 140e                         |
| 192                          | Piet Allegaert (BEL)         | 18e                          |
| 193                          | Lindsay De Vylder (BEL)      | 76e                          |
| 194                          | Robbe Ghys (BEL)             | 110e                         |
| 195                          | Edward Planckaert (BEL)      | 125e                         |
| 196                          | Aaron Verwilst (BEL)         | 69e                          |
| 197                          | Jordi Warlop (BEL)           | NP                           |

| Arkéa-Samsic PCB | Arkéa-Samsic PCB         | Arkéa-Samsic PCB |
| ---------------- | ------------------------ | ---------------- |
| Num              | Coureur                  | Pos              |
| 201              | Maxime Daniel (FRA)      | AB               |
| 202              | Thibault Guernalec (FRA) | 123e             |
| 203              | Benoît Jarrier (FRA)     | 37e              |
| 204              | Franck Bonnamour (FRA)   | 38e              |
| 205              | Alan Riou (FRA)          | AB               |
| 206              | Clément Russo (FRA)      | 102e             |
| 207              | Bram Welten (NED)        | 8e               |

| Vital Concept-B&B Hotels VCB | Vital Concept-B&B Hotels VCB | Vital Concept-B&B Hotels VCB |
| ---------------------------- | ---------------------------- | ---------------------------- |
| Num                          | Coureur                      | Pos                          |
| 211                          | Jonas Van Genechten (BEL)    | 6e                           |
| 212                          | Maxime Cam (FRA)             | 134e                         |
| 213                          | Bert De Backer (BEL)         | 66e                          |
| 214                          | Lorrenzo Manzin (FRA)        | 49e                          |
| 215                          | Adrien Garel (FRA)           | 101e                         |
| 216                          | Jérémy Lecroq (FRA)          | 85e                          |
| 217                          | Justin Mottier (FRA)         | AB                           |

| Wallonie Bruxelles WVA | Wallonie Bruxelles WVA    | Wallonie Bruxelles WVA |
| ---------------------- | ------------------------- | ---------------------- |
| Num                    | Coureur                   | Pos                    |
| 221                    | Kenny Dehaes (BEL)        | 35e                    |
| 222                    | Justin Jules (FRA)        | 7e                     |
| 223                    | Emīls Liepiņš (LAT)       | 100e                   |
| 224                    | Eliot Lietaer (BEL)       | 53e                    |
| 225                    | Ludovic Robeet (BEL)      | 115e                   |
| 226                    | Baptiste Planckaert (BEL) | 14e                    |
| 227                    | Lukas Spengler (SUI)      | 98e                    |

| Wanty-Gobert WGG | Wanty-Gobert WGG        | Wanty-Gobert WGG |
| ---------------- | ----------------------- | ---------------- |
| Num              | Coureur                 | Pos              |
| 231              | Timothy Dupont (BEL)    | 48e              |
| 232              | Frederik Backaert (BEL) | 63e              |
| 233              | Ludwig De Winter (BEL)  | 132e             |
| 234              | Tom Devriendt (BEL)     | 36e              |
| 235              | Aimé De Gendt (BEL)     | 73e              |
| 236              | Boris Vallée (BEL)      | 25e              |
| 237              | Yoann Offredo (FRA)     | 77e              |

| Tarteletto-Isorex TIS | Tarteletto-Isorex TIS       | Tarteletto-Isorex TIS |
| --------------------- | --------------------------- | --------------------- |
| Num                   | Coureur                     | Pos                   |
| 241                   | David Boucher (BEL)         | 122e                  |
| 242                   | Niels De Rooze (BEL)        | 32e                   |
| 243                   | Jelle Mannaerts (BEL)       | 113e                  |
| 244                   | Floris Gerts (NED)          | AB                    |
| 245                   | Jordi Van Dingenen (BEL)    | 72e                   |
| 246                   | Julien Van den Brande (BEL) | 82e                   |
| 247                   | Maxime Vantomme (BEL)       | 112e                  |

| Deceuninck-Quick Step DQT | Deceuninck-Quick Step DQT | Deceuninck-Quick Step DQT |
| ------------------------- | ------------------------- | ------------------------- |
| Num                       | Coureur                   | Pos                       |
| 1                         | Álvaro Hodeg (COL)        | 89e                       |
| 2                         | Rémi Cavagna (FRA)        | 47e                       |
| 3                         | Remco Evenepoel (BEL)     | 57e                       |
| 4                         | Iljo Keisse (BEL)         | 52e                       |
| 5                         | Davide Martinelli (ITA)   | 136e                      |
| 6                         | Florian Sénéchal (FRA)    | 45e                       |
| 7                         | Pieter Serry (BEL)        | 64e                       |

| Bora-Hansgrohe BOH | Bora-Hansgrohe BOH        | Bora-Hansgrohe BOH |
| ------------------ | ------------------------- | ------------------ |
| Num                | Coureur                   | Pos                |
| 11                 | Pascal Ackermann (GER)    | 2e                 |
| 12                 | Erik Baška (SVK)          | 81e                |
| 13                 | Jay McCarthy (AUS)        | 26e                |
| 14                 | Lukas Pöstlberger (AUT)   | 33e                |
| 15                 | Juraj Sagan (SVK)         | 92e                |
| 16                 | Michael Schwarzmann (GER) | 114e               |
| 17                 | Rüdiger Selig (GER)       | 16e                |

| CCC Team CPT | CCC Team CPT         | CCC Team CPT |
| ------------ | -------------------- | ------------ |
| Num          | Coureur              | Pos          |
| 21           | Jakub Mareczko (ITA) | 30e          |
| 22           | Paweł Bernas (POL)   | 75e          |
| 24           | Kamil Gradek (POL)   | 79e          |
| 25           | Jonas Koch (GER)     | 83e          |
| 26           | Łukasz Owsian (POL)  | 50e          |
| 27           | Szymon Sajnok (POL)  | 11e          |

| Lotto-Soudal LTS | Lotto-Soudal LTS        | Lotto-Soudal LTS |
| ---------------- | ----------------------- | ---------------- |
| Num              | Coureur                 | Pos              |
| 31               | Adam Blythe (GBR)       | AB               |
| 32               | Stan Dewulf (BEL)       | 13e              |
| 33               | Frederik Frison (BEL)   | 42e              |
| 34               | Rémy Mertz (BEL)        | 28e              |
| 35               | Lawrence Naesen (BEL)   | 10e              |
| 36               | Brian van Goethem (NED) | 97e              |
| 37               | Enzo Wouters (BEL)      | 78e              |

| Katusha-Alpecin TKA | Katusha-Alpecin TKA    | Katusha-Alpecin TKA |
| ------------------- | ---------------------- | ------------------- |
| Num                 | Coureur                | Pos                 |
| 41                  | Jens Debusschere (BEL) | 9e                  |
| 42                  | Pavel Kochetkov (RUS)  | AB                  |
| 43                  | Jenthe Biermans (BEL)  | AB                  |
| 44                  | Nathan Haas (AUS)      | 133e                |
| 45                  | Willie Smit (RSA)      | 90e                 |
| 46                  | Harry Tanfield (GBR)   | 94e                 |

| Team Sky SKY | Team Sky SKY               | Team Sky SKY |
| ------------ | -------------------------- | ------------ |
| Num          | Coureur                    | Pos          |
| 51           | Kristoffer Halvorsen (NOR) | 67e          |
| 52           | Owain Doull (GBR)          | AB           |
| 54           | Christian Knees (GER)      | 34e          |
| 55           | Christopher Lawless (GBR)  | 65e          |
| 56           | Pavel Sivakov (RUS)        | 61e          |

| Team Sunweb SUN | Team Sunweb SUN              | Team Sunweb SUN |
| --------------- | ---------------------------- | --------------- |
| Num             | Coureur                      | Pos             |
| 61              | Max Walscheid (GER)          | 121e            |
| 62              | Cees Bol (NED)               | 1er             |
| 64              | Jai Hindley (AUS)            | AB              |
| 66              | Asbjørn Kragh Andersen (DEN) | 22e             |
| 67              | Michael Storer (AUS)         | 120e            |

| Trek-Segafredo TFS | Trek-Segafredo TFS     | Trek-Segafredo TFS |
| ------------------ | ---------------------- | ------------------ |
| Num                | Coureur                | Pos                |
| 71                 | Matteo Moschetti (ITA) | 142e               |
| 72                 | Fumiyuki Beppu (JPN)   | AB                 |
| 73                 | William Clarke (AUS)   | 117e               |
| 74                 | Alex Frame (NZL)       | AB                 |
| 75                 | Michael Gogl (AUT)     | 31e                |
| 76                 | Ryan Mullen (IRL)      | 137e               |

| UAE Team Emirates UAD | UAE Team Emirates UAD       | UAE Team Emirates UAD |
| --------------------- | --------------------------- | --------------------- |
| Num                   | Coureur                     | Pos                   |
| 81                    | Jasper Philipsen (BEL)      | 3e                    |
| 82                    | Roberto Ferrari (ITA)       | 88e                   |
| 83                    | Vegard Stake Laengen (NOR)  | 40e                   |
| 84                    | Manuele Mori (ITA)          | 41e                   |
| 85                    | Ivo Oliveira (POR)          | AB                    |
| 86                    | Rui Oliveira (POR)          | 128e                  |
| 87                    | Aleksandr Riabushenko (BLR) | 24e                   |

| Androni Giocattoli-Sidermec ANS | Androni Giocattoli-Sidermec ANS | Androni Giocattoli-Sidermec ANS |
| ------------------------------- | ------------------------------- | ------------------------------- |
| Num                             | Coureur                         | Pos                             |
| 91                              | Matteo Pelucchi (ITA)           | AB                              |
| 92                              | Marco Benfatto (ITA)            | 139e                            |
| 93                              | Mattia Cattaneo (ITA)           | 44e                             |
| 94                              | Josip Rumac (CRO)               | 29e                             |
| 95                              | Matteo Spreafico (ITA)          | 95e                             |
| 96                              | Andrea Vendrame (ITA)           | 80e                             |
| 97                              | Mattia Viel (ITA)               | AB                              |

| Cofidis, Solutions Crédits COF | Cofidis, Solutions Crédits COF | Cofidis, Solutions Crédits COF |
| ------------------------------ | ------------------------------ | ------------------------------ |
| Num                            | Coureur                        | Pos                            |
| 101                            | Nacer Bouhanni (FRA)           | 51e                            |
| 102                            | Hugo Hofstetter (FRA)          | 5e                             |
| 103                            | Loïc Chetout (FRA)             | AB                             |
| 104                            | Filippo Fortin (ITA)           | 127e                           |
| 105                            | Marco Mathis (GER)             | 116e                           |
| 106                            | Zico Waeytens (BEL)            | 59e                            |
| 107                            | Damien Touzé (FRA)             | 60e                            |

| Corendon-Circus COC | Corendon-Circus COC                | Corendon-Circus COC |
| ------------------- | ---------------------------------- | ------------------- |
| Num                 | Coureur                            | Pos                 |
| 111                 | Mathieu van der Poel (NED) (route) | AB                  |
| 112                 | Stijn Devolder (BEL)               | 126e                |
| 113                 | Lasse Norman Leth (DEN)            | AB                  |
| 114                 | Roy Jans (BEL)                     | AB                  |
| 115                 | Jimmy Janssens (BEL)               | 111e                |
| 116                 | Dries De Bondt (BEL)               | 143e                |
| 117                 | Otto Vergaerde (BEL)               | 130e                |

| Delko Marseille Provence DMP | Delko Marseille Provence DMP   | Delko Marseille Provence DMP |
| ---------------------------- | ------------------------------ | ---------------------------- |
| Num                          | Coureur                        | Pos                          |
| 121                          | Iuri Filosi (ITA)              | 58e                          |
| 122                          | Julien Trarieux (FRA)          | 20e                          |
| 123                          | Brenton Jones (AUS)            | AB                           |
| 124                          | Jérémy Leveau (FRA)            | 106e                         |
| 125                          | Przemysław Kasperkiewicz (POL) | 96e                          |
| 126                          | Joseph Areruya (RWA)           | AB                           |
| 127                          | Alexis Guérin (FRA)            | 141e                         |

| Direct Énergie TDE | Direct Énergie TDE     | Direct Énergie TDE |
| ------------------ | ---------------------- | ------------------ |
| Num                | Coureur                | Pos                |
| 131                | Thomas Boudat (FRA)    | 12e                |
| 132                | Romain Cardis (FRA)    | 119e               |
| 133                | Yohann Gène (FRA)      | 87e                |
| 134                | Pim Ligthart (NED)     | 55e                |
| 135                | Axel Journiaux (FRA)   | AB                 |
| 136                | Angélo Tulik (FRA)     | 54e                |
| 137                | Alexandre Pichot (FRA) | 86e                |

| Hagens Berman Axeon HBA | Hagens Berman Axeon HBA | Hagens Berman Axeon HBA |
| ----------------------- | ----------------------- | ----------------------- |
| Num                     | Coureur                 | Pos                     |
| 141                     | Mikkel Bjerg (DEN)      | 43e                     |
| 142                     | Jonny Brown (USA)       | 118e                    |
| 143                     | Jakob Egholm (DEN)      | AB                      |
| 144                     | Ian Garrison (USA)      | 62e                     |
| 145                     | Michael Rice (AUS)      | 129e                    |
| 146                     | André Carvalho (POR)    | 15e                     |
| 147                     | Maikel Zijlaard (NED)   | 74e                     |

| Israel Cycling Academy ICA | Israel Cycling Academy ICA | Israel Cycling Academy ICA |
| -------------------------- | -------------------------- | -------------------------- |
| Num                        | Coureur                    | Pos                        |
| 151                        | Mihkel Räim (EST)          | 21e                        |
| 152                        | Sondre Holst Enger (NOR)   | 103e                       |
| 153                        | Guillaume Boivin (CAN)     | 39e                        |
| 154                        | Clément Carisey (FRA)      | 108e                       |
| 155                        | Zakkari Dempster (AUS)     | 23e                        |
| 156                        | Guy Sagiv (ISR)            | 104e                       |
| 157                        | Kristian Sbaragli (ITA)    | 19e                        |

| Nippo-Vini Fantini-Faizanè NIP | Nippo-Vini Fantini-Faizanè NIP | Nippo-Vini Fantini-Faizanè NIP |
| ------------------------------ | ------------------------------ | ------------------------------ |
| Num                            | Coureur                        | Pos                            |
| 161                            | Juan José Lobato (ESP)         | AB                             |
| 162                            | Nicola Bagioli (ITA)           | 46e                            |
| 163                            | Joan Bou (ESP)                 | 68e                            |
| 164                            | Marco Canola (ITA)             | 124e                           |
| 165                            | Damiano Cima (ITA)             | 84e                            |
| 166                            | Imerio Cima (ITA)              | 99e                            |
| 167                            | Hiroki Nishimura (JPN)         | 135e                           |

| Riwal Readynez RIW | Riwal Readynez RIW         | Riwal Readynez RIW |
| ------------------ | -------------------------- | ------------------ |
| Num                | Coureur                    | Pos                |
| 171                | Jonas Aaen Jørgensen (DEN) | 105e               |
| 172                | Nicolai Brøchner (DEN)     | 93e                |
| 173                | Kim Magnusson (SWE)        | 138e               |
| 174                | Tobias Kongstad (DEN)      | 107e               |
| 175                | Mathias Norsgaard (DEN)    | 70e                |
| 176                | Andreas Stokbro (DEN)      | 71e                |
| 177                | Rasmus Bøgh Wallin (DEN)   | 131e               |

| Roompot-Charles ROC | Roompot-Charles ROC    | Roompot-Charles ROC |
| ------------------- | ---------------------- | ------------------- |
| Num                 | Coureur                | Pos                 |
| 181                 | Lars Boom (NED)        | 56e                 |
| 182                 | Sean De Bie (BEL)      | AB                  |
| 183                 | Mathias De Witte (BEL) | 27e                 |
| 184                 | Arjen Livyns (BEL)     | 17e                 |
| 185                 | Oscar Riesebeek (NED)  | 91e                 |
| 186                 | Stijn Steels (BEL)     | 109e                |
| 187                 | Boy van Poppel (NED)   | 4e                  |

| Sport Vlaanderen-Baloise SVB | Sport Vlaanderen-Baloise SVB | Sport Vlaanderen-Baloise SVB |
| ---------------------------- | ---------------------------- | ---------------------------- |
| Num                          | Coureur                      | Pos                          |
| 191                          | Kenneth Van Rooy (BEL)       | 140e                         |
| 192                          | Piet Allegaert (BEL)         | 18e                          |
| 193                          | Lindsay De Vylder (BEL)      | 76e                          |
| 194                          | Robbe Ghys (BEL)             | 110e                         |
| 195                          | Edward Planckaert (BEL)      | 125e                         |
| 196                          | Aaron Verwilst (BEL)         | 69e                          |
| 197                          | Jordi Warlop (BEL)           | NP                           |

| Arkéa-Samsic PCB | Arkéa-Samsic PCB         | Arkéa-Samsic PCB |
| ---------------- | ------------------------ | ---------------- |
| Num              | Coureur                  | Pos              |
| 201              | Maxime Daniel (FRA)      | AB               |
| 202              | Thibault Guernalec (FRA) | 123e             |
| 203              | Benoît Jarrier (FRA)     | 37e              |
| 204              | Franck Bonnamour (FRA)   | 38e              |
| 205              | Alan Riou (FRA)          | AB               |
| 206              | Clément Russo (FRA)      | 102e             |
| 207              | Bram Welten (NED)        | 8e               |

| Vital Concept-B&B Hotels VCB | Vital Concept-B&B Hotels VCB | Vital Concept-B&B Hotels VCB |
| ---------------------------- | ---------------------------- | ---------------------------- |
| Num                          | Coureur                      | Pos                          |
| 211                          | Jonas Van Genechten (BEL)    | 6e                           |
| 212                          | Maxime Cam (FRA)             | 134e                         |
| 213                          | Bert De Backer (BEL)         | 66e                          |
| 214                          | Lorrenzo Manzin (FRA)        | 49e                          |
| 215                          | Adrien Garel (FRA)           | 101e                         |
| 216                          | Jérémy Lecroq (FRA)          | 85e                          |
| 217                          | Justin Mottier (FRA)         | AB                           |

| Wallonie Bruxelles WVA | Wallonie Bruxelles WVA    | Wallonie Bruxelles WVA |
| ---------------------- | ------------------------- | ---------------------- |
| Num                    | Coureur                   | Pos                    |
| 221                    | Kenny Dehaes (BEL)        | 35e                    |
| 222                    | Justin Jules (FRA)        | 7e                     |
| 223                    | Emīls Liepiņš (LAT)       | 100e                   |
| 224                    | Eliot Lietaer (BEL)       | 53e                    |
| 225                    | Ludovic Robeet (BEL)      | 115e                   |
| 226                    | Baptiste Planckaert (BEL) | 14e                    |
| 227                    | Lukas Spengler (SUI)      | 98e                    |

| Wanty-Gobert WGG | Wanty-Gobert WGG        | Wanty-Gobert WGG |
| ---------------- | ----------------------- | ---------------- |
| Num              | Coureur                 | Pos              |
| 231              | Timothy Dupont (BEL)    | 48e              |
| 232              | Frederik Backaert (BEL) | 63e              |
| 233              | Ludwig De Winter (BEL)  | 132e             |
| 234              | Tom Devriendt (BEL)     | 36e              |
| 235              | Aimé De Gendt (BEL)     | 73e              |
| 236              | Boris Vallée (BEL)      | 25e              |
| 237              | Yoann Offredo (FRA)     | 77e              |

| Tarteletto-Isorex TIS | Tarteletto-Isorex TIS       | Tarteletto-Isorex TIS |
| --------------------- | --------------------------- | --------------------- |
| Num                   | Coureur                     | Pos                   |
| 241                   | David Boucher (BEL)         | 122e                  |
| 242                   | Niels De Rooze (BEL)        | 32e                   |
| 243                   | Jelle Mannaerts (BEL)       | 113e                  |
| 244                   | Floris Gerts (NED)          | AB                    |
| 245                   | Jordi Van Dingenen (BEL)    | 72e                   |
| 246                   | Julien Van den Brande (BEL) | 82e                   |
| 247                   | Maxime Vantomme (BEL)       | 112e                  |